# Sylvia List
Sylvia List (* 14. Oktober 1941 in Hamburg) ist eine deutsche literarische Übersetzerin.

## Leben
Sylvia List absolvierte ein Studium der Slawistik und osteuropäischen Geschichte. Anschließend war sie als Verlagslektorin tätig. Seit 1977 ist sie freie Übersetzerin. Sie lebt heute in München.
Sylvia List übersetzt literarische Texte aus dem Englischen, Russischen, Französischen und Jiddischen. Von 1989 bis 1991 war sie Trägerin des vom Verband deutschsprachiger Übersetzer literarischer und wissenschaftlicher Werke, VdÜ, verliehenen Hieronymusrings. 

## Herausgeberschaft
- Neue vollständige Blumen-Sprache, München 1974 (herausgegeben zusammen mit Ilse Billig)
- Erich Kästner: Das große Erich-Kästner-Buch, München [u. a.] 1975
- Erich Kästner: Kästner im Schnee, Zürich 2009
- Erich Kästner: Meine Mutter zu Wasser und zu Lande, Zürich 2010
- Erich Kästner: Morgen, Kinder, wird’s nichts geben!, Zürich 2011
- Erich Kästner: Zwischen hier und dort, Zürich 2012
- Erich Kästner: Die Entlarvung des Osterhasen, Zürich 2013

## Übersetzungen
- Andrej G. Bitov: Das Puschkinhaus, Darmstadt 1983 (übersetzt zusammen mit Natscha Spitz-Wdowin)
- Sergej Bolmat: In der Luft, München 2003 (übersetzt zusammen mit Margret Fieseler)
- Joseph Brodsky: Erinnerungen an Leningrad, München 1987 (übersetzt zusammen mit Marianne Frisch)
- Joseph Brodsky: Von Schmerz und Vernunft, München 1996
- Joseph Brodsky: Weniger als man, Leipzig 2002 (übersetzt zusammen mit Marianne Frisch)
- Fridrich N. Gorenštejn: Reisegefährten, Berlin 1995
- Eva Hoffman: Im Schtetl, Wien 2000
- Jan Kott: Spektakel, Spektakel, München 1972
- Françoise Mallet-Joris: Mein Haus hat keine Wände, München 1971
- Philip Marsden: Das Haus der Bronskis, Wien 1997
- Jacqueline Monsigny: Floris und die junge Zarin, München 1973
- Isaac Bashevis Singer: Ein Bräutigam und zwei Bräute, München 2004
- Israel Joshua Singer: Josche Kalb, Wien 1999
- Stephen Spender: Der Tempel, München [u. a.] 1991
- Tatjana N. Tolstaja: Saßen auf goldenen Stufen, Lahnstein 1993
- Tatjana N. Tolstaja: Sonja, Frankfurt am Main 1991
- Tatjana N. Tolstaja: Stelldichein mit einem Vogel, Frankfurt am Main 1989 (übersetzt zusammen mit Hilde Angarowa)
- Tatjana N. Tolstaja: Und es fiel ein Feuer vom Himmel, Berlin 1992
- Jurij V. Trifonov: Langer Abschied, Darmstadt 1976
- Jurij V. Trifonov: Das umgestürzte Haus, Frankfurt am Main 1989
- Vladimir N.Vojnovič: Zwischenfall im Metropol, München 1994